# Джон Доу (Секретные материалы)
«Джон Доу» (англ. «John Doe») — 7-й эпизод 9-го сезона сериала «Секретные материалы». Премьера состоялась 13 января 2002 года на телеканале FOX. Эпизод принадлежит к типу «монстр недели» и никак не связан с основной «мифологией сериала», заданной в первой серии.
Режиссёр — Мишель Макларен, автор сценария — Винс Гиллиган, приглашённые звёзды — Джеймс Пикенс-мл., Рамон Франко, Эдуардо Антонио Гарсиа, Джейкоб Хэнди, Закари Хэнди, Бо Кейн, Зитто Казанн и Фрэнк Роман.
В США серия получила рейтинг домохозяйств Нильсена, равный 5,0, который означает, что в день выхода серию посмотрели 8,7 миллионов человек.
Главные герои сериала — агенты ФБР, расследующие сложно поддающиеся научному объяснению преступления, называемые Секретными материалами.. Сезон концентрируется на расследованиях агентов Даны Скалли (Джиллиан Андерсон), Джона Доггетта (Роберт Патрик) и Моники Рейс (Аннабет Гиш), а также помощнике директора ФБР Уолтере Скиннере (Митч Пиледжи).
Мексиканский городок снимали в пригороде Лос-Анджелеса, а голубое небо и некоторые пейзажи были вклеены при монтаже.

## Сюжет
Доггетт просыпается в Мексике, не помня, кто он и как здесь оказался. Тем временем Рейс и Скалли пытаются найти его и обнаруживают, что его память была похищена "вампиром памяти", работающим на наркокартель.